# On ne va pas se mentir
On ne va pas se mentir est une émission française de débat contradictoire présentée par Audrey Pulvar et diffusée du lundi au jeudi d' août 2012 à août 2016 sur la chaîne d'information en continu iTELE.

## Concept
Audrey Pulvar reçoit chaque soir des invités aux parcours et points de vue différents pour confronter leurs regards et commenter « avec le sourire et sans langue de bois » l'actualité du jour ou les thèmes d'actualités choisis par l'équipe d'ONVPSM.
On ne va pas se mentir est inspiré directement de l'ancienne émission de la même chaîne N'ayons pas peur des mots, même si elle est plus longue que sa prédécesseure.

## Historique
L'émission a été créée en août 2012 par Léa Salamé, Marc Fauvelle et Céline Pigalle, la directrice de la rédaction de la chaîne. L'objectif est de créer un rendez-vous pour prendre un peu de recul sur l'actualité. Léa Salamé et Marc Fauvelle présentent alors l'émission une semaine sur deux, intégrée à la tranche horaire de 18h à 22h, l'Édition du soir qu'ils présentent en duo. Au départ de Marc Fauvelle pour France Inter, Pascal Humeau le remplace jusqu'à la fin de la saison.
A la rentrée 2013, l'émission intègre la tranche 100% info et débat de Léa Salamé (de 20h30 à 22h), ONVPSM étant la partie "100% débat" de l'émission. Elle incarne désormais seule l'émission.
À la fin de la saison, Léa Salamé quitte iTELE pour France 2, l'émission On n'est pas couché, et le 7-9 de France Inter.
Audrey Pulvar reprend l'émission dès la rentrée 2014. À partir de la rentrée 2015, l'émission est plus longue et les sujets de l'émission moins collés à l'actualité immédiate. l'émission n'est pas reconduite à la rentrée 2016.
Myriam Encaoua est la joker officielle de Léa Salamé. Caroline Delage est la joker officielle d'Audrey Pulvar.

## Identité visuelle

Logo lors de la saison 2012-2013
Logo lors de la saison 2013-2014
Logo lors de la saison 2014-2015
Logo lors de la saison 2015-2016

L'identité visuelle de l'émission est harmonisée avec celle du reste de la tranche horaire L'Édition du soir, lors de la première saison. Lors de la deuxième saison, le logo de l'émission passe au bleu ciel, couleur de la tranche horaire 100% info et débat. Depuis la saison 2014, l'identité visuelle passe au violet, couleur des tranches horaires d'Audrey Pulvar sur iTELE.